# Nibley (Utah)
Nibley ist eine Kleinstadt (City) im Cache County im Bundesstaat Utah in den Vereinigten Staaten. Bei der letzten Volkszählung im Jahr 2020 hatte Nibley 7.328 Einwohner und damit eine mehr als doppelt so große Bevölkerung wie im Jahr 2000.

## Lage
Nibley liegt im Cache Valley und ist ein Vorort von Logan. Nibley liegt rund sieben Kilometer südlich von Logan, 100 Kilometer Luftlinie nördlich von Salt Lake City und 35 Kilometer südlich der Grenze zum Bundesstaat Idaho. Im Norden grenzt Nibley an die Stadt Millville, im Süden an Hyrum und im Westen an College Ward.

## Geschichte

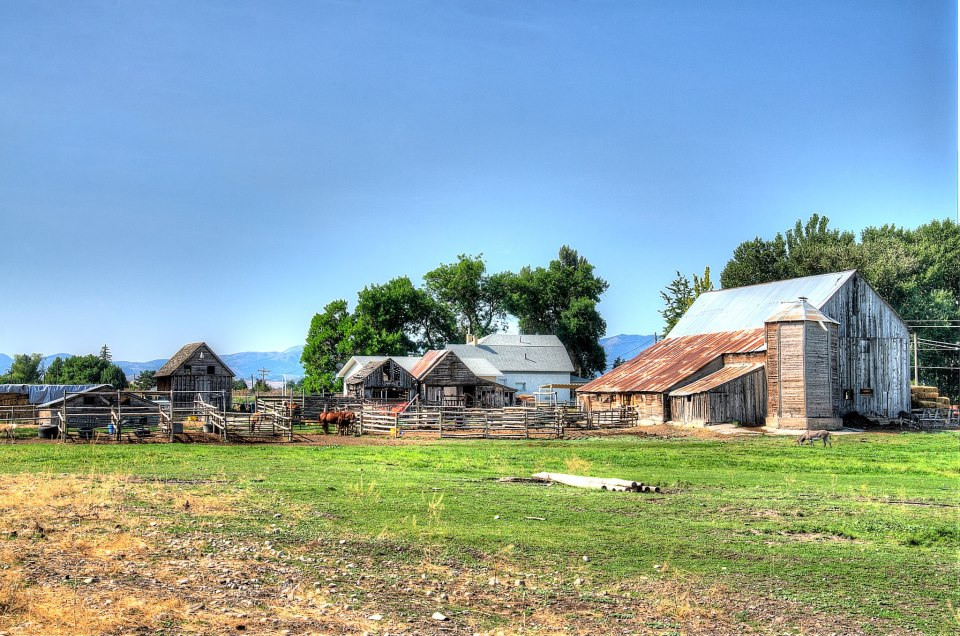
Morgan Farm

Das Gebiet um das heutige Nibley wurde ursprünglich von Shoshone-Indianern besiedelt, bevor sich ab dem Jahr 1824 mormonische Siedler in der Region niederließen. Im Jahr 1849 wurde das Cache Valley durch das U.S. Army Corps of Engineers vermessen und an den Landbesitzer Brigham Young übergeben, der das Land für die Rinderzucht nutzte. 1855 wurde auf dem Gebiet des heutigen Nibley eine Ranch mit dem Namen Elk Horn Ranch eingerichtet, diese wurde die erste mormonische Siedlung im Cache Valley. Bereits kurz darauf wurde das Dorf wieder aufgegeben.
Im Jahr 1860 wurde am Ostufer des Blacksmith Fork River eine neue Siedlung errichtet, durch die neue Lage der Siedlung war man besser vor Angriffen durch die in dem Gebiet lebenden Ureinwohner geschützt. Das neue Dorf erhielt den Namen Millville Ward. Nach einer Schlacht zwischen den Indianern und den zugezogenen Siedlern im Jahr 1863 wurden die Schoschonen in Indianerreservate vertrieben und die Siedlung wurde wieder nach Westen erweitert. In den 1920er-Jahren wurde Millville Ward in zwei Siedlungen aufgeteilt, das am Westufer des Blacksmith Fork River gelegene Dorf erhielt den neuen Namen Nibley Ward, benannt wurde die Siedlung nach dem Mormonenpriester Charles Wilson Nibley.
Am 21. Mai 1935 wurde in einer Ratssitzung über die Inkorporation von Nibley als eigenständige Stadt beraten. Am 30. August 1935 wurde der Gründungsantrag genehmigt und Nibley als Stadt inkorporiert.

## Bevölkerung

### Census 2010
Beim United States Census 2010 hatte Nibley 5348 Einwohner, die sich auf 1412 Haushalte und 1299 Familien verteilten. 91,7 % der Einwohner waren Weiße, 0,2 % Afroamerikaner, 0,5 % amerikanische Ureinwohner, 0,5 % Asiaten und 0,2 % Pazifische Insulaner; 5,2 % der Einwohner waren anderer Abstammung und 1,7 % hatten zwei oder mehr Abstammungen. Hispanics und Latinos machten 10,1 % der Gesamtbevölkerung aus. In 83,6 % der Haushalte lebten verheiratete Ehepaare, 6,1 % der Haushalte setzten sich aus alleinstehenden Frauen und 2,3 % aus alleinstehenden Männern zusammen. 65,7 % der Haushalte hatten Kinder unter 18 Jahren, die bei ihnen wohnten und in 10,3 % der Haushalte lebten Senioren über 65 Jahre.
Das Medianalter lag in Nibley im Jahr 2010 bei 24,8 Jahren. 45,4 % der Einwohner waren jünger als 18 Jahre, 4,9 % waren zwischen 18 und 24, 32,0 % zwischen 25 und 44, 13,6 % zwischen 45 und 64 und 4,1 % der Einwohner waren 65 Jahre oder älter. 49,7 % der Einwohner waren männlich und 50,3 % weiblich.

### Census 2000
Beim United States Census 2000 lebten in Nibley 2045 Einwohner in 566 Haushalten und 516 Familien. 96,67 % der Einwohner waren Weiße, 0,15 % amerikanische Ureinwohner, 0,39 % Asiaten und 0,15 % stammten aus dem pazifischen Inselraum; 1,27 % waren anderer Abstammung und 1,37 % waren mehrerer Abstammungen. 3,86 % der Gesamtbevölkerung waren Hispanics oder Latinos.
Zum Zeitpunkt der Volkszählung betrug das Medianeinkommen in Nibley pro Haushalt 52.273 US-Dollar und pro Familie 54.896 US-Dollar. Das durchschnittliche Pro-Kopf-Einkommen lag bei 17.168 US-Dollar. 1,3 % der Familien und 1,1 % der Einwohner von Nibley lebten unterhalb der Armutsgrenze, davon waren 1,1 % unter 18 und keine über 65 Jahre alt.

## Wirtschaft und Infrastruktur
Nibley liegt am Utah Highway 165, der in Nord-Süd-Richtung durch die Stadt verläuft, und knapp vier Kilometer östlich des U.S. Highway 89 zwischen der Stadt Ogden und der Grenze zu Idaho. Der Schulbezirk von Nibley verfügt über zwei Grundschulen, weiterführende Schulen befinden sich in den Nachbarstädten.
Nibley ist eine Pendlergemeinde, ein Großteil der Einwohner der Stadt arbeitet in Logan.